# Amazon Alexa

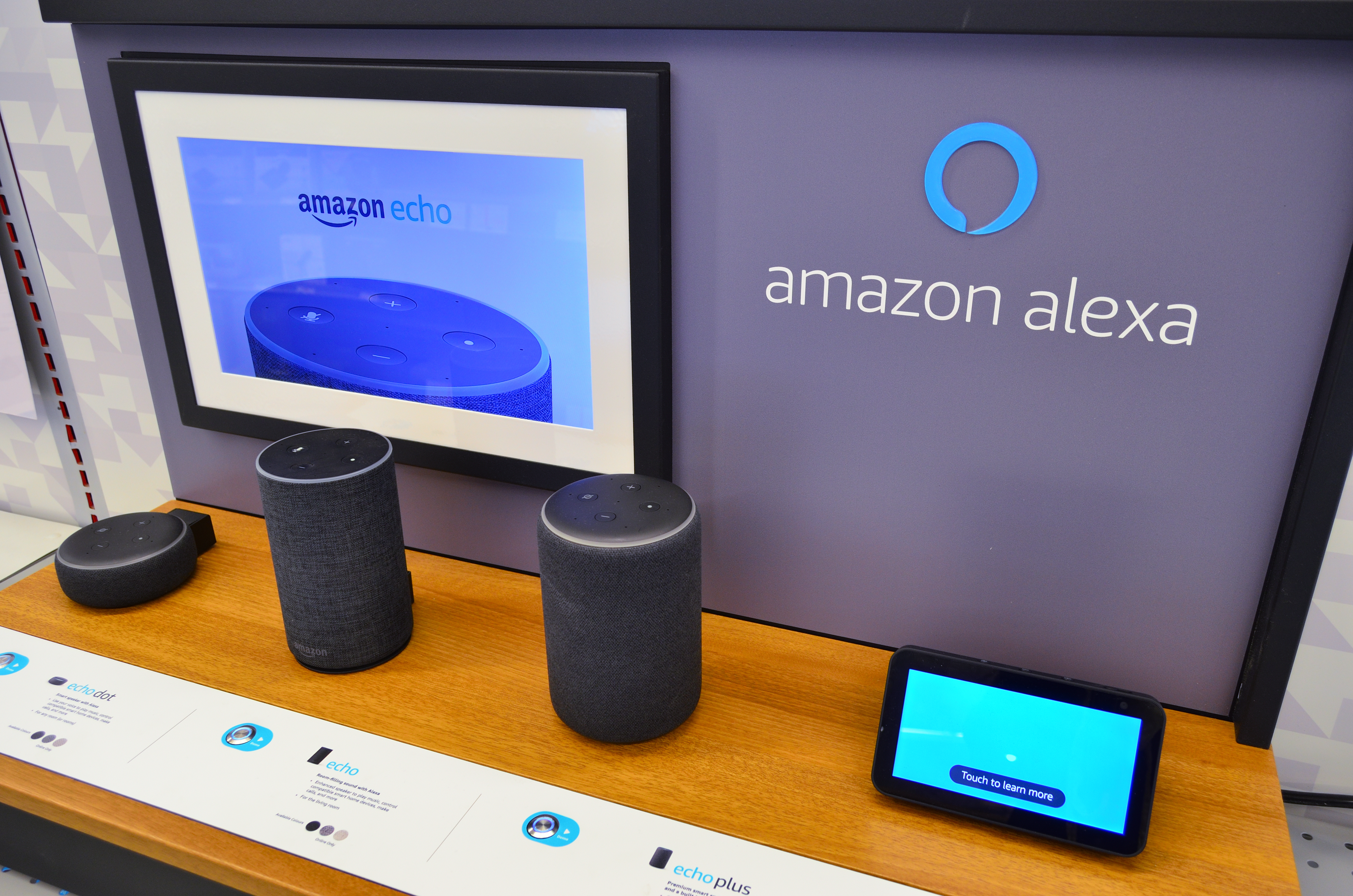

Amazon Alexa — голосовий асистент, який інтегровано в аудіоупристрої компанії Amazon (Echo, Echo Dot, Tap), приставки Fire TV та інші.
Може програвати музику та читати новини з декількох джерел. Дає інформацію про погоду, затори на дорогах та інші параметри. Може працювати з будь-яким стороннім додатком або послугою завдяки відкритому API

## Особливості
Alexa завжди працює. Потрібно лиш сказати «Alexa» та пристрій готовий прийняти запит від користувача та виконати усе. Будь-то замовлення деяких покупок чи зміни температури у домі.

## Пристрої з голосовим асистентом

### Amazon Echo
Amazon Echo — невелика стаціонарна колонка, яка оснащена голосовим помічником Alexa. Розробка девайса йшла з 2010 року, проте реліз відбувся лише п'ять років по тому.
Використовується саме вдома — коли, телефон далеко. Alexa є не просто помічником, а по суті центральним хабом, який об'єднує все в одному. Uber і сервіси доставки їжі, підписку на Spotify і більшість існуючих напрацювань «розумних будинків».

### Amazon Dot
Це портативний і крихітний пристрій.
Він оснащен колонками, але дуже слабкими, його призначення не в цьому. Dot — це посередник, що перетворює будь-яку акустичну систему в хаб для Alexa. Новинка за всіма параметрами успадковує ідеї Echo: крихітний Dot активує помічника простою голосовою командою.

### Amazon Tap
Портативна колонка Amazon Tap теж оснащена помічником Alexa, проте цей девайс з іншої категорії. По-перше, це в першу чергу компактний пристрій, який можна брати з собою. Його основне призначення — бути портативною колонкою.
Alexa не можна викликати по імені. Для активації помічника необхідно натиснути фізичну кнопку, і лише після цього попросити її, наприклад, включити Девіда Боуї або загасити світло у вітальні.